# عرفه السید
عرفه السید (عربی: عرفة السيد؛ زادهٔ ۲۳ اکتبر ۱۹۸۸) یک ورزشکار اهل مصر است.
از باشگاه‌هایی که در آن بازی کرده‌است می‌توان به باشگاه ورزشی زمالک اشاره کرد.
وی همچنین در تیم ملی فوتبال مصر بازی کرده است.